# ピオリア (戦車揚陸艦)
|          |                                                               |
| 艦歴     |                                                               |
| 発注     | 1966年7月15日                                                 |
| 起工     | 1968年2月24日                                                 |
| 進水     | 1968年11月23日                                                |
| 就役     | 1970年2月21日                                                 |
| 退役     | 1994年1月28日                                                 |
| その後   | 2004年7月12日に海没処分                                       |
| 除籍     |                                                               |
| 性能諸元 |                                                               |
| 排水量   | 5,190トン（軽貨）8,792トン（満載）                            |
| 全長     | 522 ft 0 in (159.11 m)                                        |
| 全幅     | 70 ft 0 in (21.34 m)                                          |
| 吃水     | 19 ft (5.8 m)                                                 |
| 機関     | ディーゼルエンジン6基、16,000 hp (12,000 kW) バウ・スラスター |
| 最大速   | 20ノット (37.0 km/h)                                          |
| 乗員     | 士官14名、兵員210名、搭載人員350名                            |
| 兵装     |                                                               |
| モットー | Ducimus (We lead)                                             |

ピオリア (USS Peoria, LST-1183) は、アメリカ海軍の戦車揚陸艦。ニューポート級戦車揚陸艦の1隻。艦名はイリノイ州ピオリアに因む。その名を持つ艦としては4隻目。

## 艦歴
ピオリアは1968年2月24日にカリフォルニア州サンディエゴのナショナル・スチール・アンド・シップビルディング社で起工した。1968年11月23日に進水し、1970年2月21日に就役した。
1979年10月、ピオリアは西太平洋に展開し、フィリピン、シンガポール、日本、香港、台湾を訪問、翌年6月にサンディエゴに帰還した。カリフォルニア州アラメダのトッド造船所でオーバーホールを受けた後、10月にサンディエゴを出航した。1980年にも西太平洋に展開している。
ピオリアは乗員から「Pボート」の愛称で親しまれた。退役後の2004年、ハワイ近海で演習の標的艦として海没処分された。